# Vision Zero
 (14 mars 2025).
Vision Zero est un projet international de sécurité routière qui ambitionne d'accomplir un réseau routier sans tué et sans blessé graves dus à la circulation routière. 
Le projet a démarré en Suède et a été approuvé par le parlement national en octobre 1997.
[incompréhensible]
Un principe au cœur de la vision est que « la vie et la santé ne sont pas échangeables contre d'autres avantages à l'intérieur d'une société », au lieu du conventionnel rapport entre coûts et bénéfices, où une valeur monétaire est donnée à la vie et à la santé, afin d'être utilisée pour décider de la quantité d'argent à dépenser sur un réseau routier en fonction du gain à escompter de chaque diminution du risque.

## Critiques
Le plan vision zéro a été critiqué lors des élections à Trois-Rivières. Selon le maire de cette ville, « Vision zéro est une solution à un problème que nous n’avons peut-être pas en ce moment», et «on n’a pas besoin de se baser sur Vision zéro pour trouver des solutions aux problèmes qu’on a. »

## Oslo
En menant une politique volontariste, la ville d'Oslo a obtenu qu’aucune personne se déplaçant à pied ne meure en 2019.

## Déclaration de Stockholm
La déclaration de Stockholm considère qu'il est souhaitable, dans le cadre de la vision zéro, de réduire la mortalité de moitié sur la décennie 2020-2030.